# Sopa de vísceras de cerdo
La sopa de vísceras de cerdo es una sopa malaya y singapuresa originaria de Chaozhou (China). Es una sopa clara y refrescante, por lo que a veces se denomina qīngtāng (清湯, ‘caldo’) y sirve con otros acompañamientos opcionales además de con arroz. Consiste en una mezcla de vísceras de cerdo cocida: hígado, corazón, intestinos, estómago, lengua, sangre en dados, recortes, tiras de verdura en salazón, algo de lechuga china y una pizca de hojas de cebolla picadas y pimienta. A veces se acompaña con hojaldres de tofu braseados, huevos y verduras en salazón. La comida suele servirse con una salsa picante especial o con salsa de soya con guindilla picada.